# Граф найближчих сусідів

Граф найближчих сусідів зі 100 точками на евклідовій площині

Граф найбли́жчих сусі́дів (ГНС) для множини P, що складається з n об'єктів у метричному просторі (наприклад, для множини точок на площині з евклідовою метрикою) — орієнтований граф, вершинами якого є елементи множини P, в якому існує орієнтоване ребро з p в q, якщо q є найближчим сусідом p (тобто відстань від p до q не більша, ніж від p до будь-якого іншого об'єкта з P).
У багатьох обговореннях напрямок ребер нехтують та ГНС визначають як звичайний (неорієнтований) граф. Проте відношення найближчого сусідства не є симетричним, тобто, якщо q є найближчим сусідом p, то p не обов'язково є найближчим сусідом q.
У деяких обговореннях, щоб зробити вибір найближчого сусіда єдиним, множину P індексують і коли відбувається вибір найближчого об'єкта, вибирають об'єкт із найбільшим індексом.
Граф k-найближчих сусідів (k-ГНС) — це граф, у якому дві вершини p і q пов'язані ребром, якщо відстань між p і q належить до k найменших відстаней від p до інших об'єктів у P. ГНС є окремим випадком k-ГНС, а саме, це 1-ГНС. k-ГНС задовольняють умовам теореми про планарне розбиття — їх можна розбити на два підграфи з максимум {\displaystyle {\tfrac {n(d+1)}{d+2}}} вершинами, видаливши {\displaystyle \mathrm {O} (k^{\tfrac {1}{d}}n^{1-{\tfrac {1}{d}}}}) точок.
Інший окремий випадок — (n − 1)-ГНС. Цей граф називається графом далеких сусідів (ГДС).
У теоретичних обговореннях алгоритмів часто передбачається певний вид загального положення, а саме, що для кожного об'єкта найближчий (k-найближчий) сусід єдиний. При імплементації алгоритмів слід ураховувати, що ця умова не завжди виконується.
ГНС як для точок на площині, так і для точок у багатовимірних просторах, застосовують, наприклад, у стисканні даних, для планування рухів і розміщення об'єктів. У статистичному аналізі алгоритм ланцюгів найближчих сусідів, заснований на шляхах у цьому графі, можна використати для швидкого пошуку ієрархічних кластеризацій. Графи найближчих сусідів є також предметом обчислювальної геометрії.

## Графи найближчих сусідів для багатьох точок

### Одновимірний випадок
Для множини точок на прямій найближчим сусідом точки є лівий або правий (або обидва) сусіди, якщо вони відсортовані вздовж прямої. Таким чином, ГНС є шляхом або лісом декількох шляхів і його можна побудувати за час O(n log n) шляхом сортування. Ця оцінка є асимптотично оптимальною для деяких моделей обчислень, оскільки побудований ГНС дає відповідь для задачі унікальності елементів — достатньо перевірити, чи немає в отриманому ГНС ребра нульової довжини.

### Вищі розмірності
Якщо немає явної вказівки, передбачається, що графи найближчих сусідів є орієнтованими графами з єдиним способом визначеними сусідами, як описано у вступі.
1. Уздовж будь-якого орієнтованого шляху ГНС довжини ребер не збільшуються[2].
2. У ГНС можливі цикли лише довжини 2 і кожна слабко зв'язна компонента ГДС із 2 і більше вершинами має рівно один 2-цикл[2].
3. Для точок площини ГНС є планарним графом зі степенями вершин, що не перевищують 6. Якщо точки мають загальне положення, степінь вершин не перевищує 5[2].
4. ГНС (розглядається як неорієнтований граф з дозволом кількох найближчих сусідів) множини точок площини або будь-якого простору вищої розмірності є підграфом тріангуляції Делоне, графа Габріеля і графа напів-Яо[en][4]. Якщо точки мають загальне положення або якщо накладено умову єдиності найближчого сусіда, ГНС є лісом, підграфом евклідового мінімального кістякового дерева.